# Курташкинское сельское поселение
Курта́шкинкое се́льское поселе́ние — муниципальное образование в Атюрьевском районе Республики Мордовия.
Административный центр — село Курташки.

## История
26 мая 2014 года принято решение объединить Вольно-Никольское сельское поселение и Курташкинское сельское поселение во вновь образованное муниципальное образование - Курташкинское сельское поселение Атюрьевского муниципального района с административным центром в селе Курташки.

## Население
| 2002 | 2010 | 2012 | 2013 | 2014 | 2015 | 2016 |
| ---- | ---- | ---- | ---- | ---- | ---- | ---- |
| 923  | ↗935 | ↘898 | ↘859 | ↘836 | ↗959 | ↘915 |
| 2017 | 2018 | 2019 | 2020 | 2021 |      |      |
| ↘860 | ↘838 | ↘789 | ↘783 | ↗956 |      |      |

## Состав сельского поселения
В состав сельского поселения входят 6 населённых пунктов:
| № | Населённый пункт  | Тип населённого пункта       | Население |
| - | ----------------- | ---------------------------- | --------- |
| 1 | Булдыга           | село                         | ↘1        |
| 2 | Вольно-Никольское | село                         | ↘182      |
| 3 | Курташки          | село, административный центр | ↗748      |
| 4 | Оброчное          | село                         | ↗185      |
| 5 | Русская Козловка  | деревня                      | ↘9        |
| 6 | Уразовка          | деревня                      | ↘1        |